# Fernando Chamorro
 Fernando Chamorro y Alfaro  (Granada, 1824-Choluteca, 1863) fue un militar y político nicaragüense que militó en el bando legitimista y que actuó como General en Jefe del Ejército del Septentrión.

## Formación
En 1839 a los 15 años de edad ingresó a la Universidad de Granada a cursar los estudios y dos años después, en 1841, obtuvo el título de Bachiller en Filosofía y participó de las ideas de su hermano Fruto expuestas en el periódico Mentor Nicaragüense editado en la imprenta de la universidad; en 1846 se graduó de Bachiller en Derecho Civil a los 22 años.

## General legitimista
Habiendo ingresado al país en 1855 el filibustero estadounidense William Walker para auxiliar a los democráticos leoneses y tras la toma de Granada el 13 de octubre, Fernando Chamorro huyó al departamento de Chontales (que en ese tiempo incluía a los actuales departamentos de Boaco y Río San Juan) comenzó a organizar el Ejército del Septentrión.
Fue un destacado comandante militar del bando legitimista cuyo líder durante su juventud fue su hermano, Fruto. 
En marzo de 1856 Chamorro llegó al pueblo de Matagalpa donde firmó con otros militares legitimistas el acta en que ellos reconocen como único gobierno al de José María Estrada. En la Casa Nacional de la ciudad León (que estaba donde hoy está la Alcaldía leonesa) se firmó el Pacto Providencial el 12 de septiembre del mismo año entre los democráticos y los legitimistas dirigidos por los generales Máximo Jerez y Tomás Martínez para unir fuerzas contra el enemigo invasor; 2 días después la División de Vanguardia y Operaciones del Ejército del Septentrión, dirigida por el coronel José Dolores Estrada Vado, derrota decisivamente a los filibusteros en la batalla de San Jacinto (encabezados por el teniente coronel Byron Cole) en la hacienda de este nombre.
Cuando el 23 de octubre (1855) el General Ponciano Corral firma el Acuerdo de paz con Walker, Fernando Chamorro no estuvo de acuerdo con los términos, y al irse el presidente José María Estrada al exilio a Honduras, organizó un ejército compuesto de unos 400 hombres, 100 de ellos armados de fusiles de chispa y 300 indios con arcos y flechas y ofreció su lealtad al Presidente Estrada. Permaneció en las montañas de Matagalpa como rebelión activa contra el filibusterismo.

## En la guerra nacional
Al conocer de la derrota de Walker en la Segunda Batalla de Rivas (abril de 1856) Chamorro es uno de los que lanza la proclama del 20 de abril del mismo año en donde sólo se reconoce al gobierno de José María Estrada (en el exilio en Honduras) como el legítimo. 
Cuando el general Tomás Martínez viaja de Matagalpa a León a negociar la paz entre legitimistas y democráticos en septiembre de 1856 para unir sus fuerzas y pelear contra Walker, dejó al general Fernando Chamorro al frente del Ejército del Septentrión. Es en ese momento que Chamorro despacha al entonces Coronel José Dolores Estrada Vado al teatro de guerra donde se produjo la famosa batalla de San Jacinto. 
Fernando Chamorro participó en las principales batallas hasta la derrota de Walker. Estuvo en Granada y en Rivas. Se opuso a que Walker se rindiera ante el capitán Charles Henry Davis, de la corbeta norteamericana St. Mary's, sin exigir de él una garantía que nunca regresaría. 
El historiador Jerónimo Pérez cita una carta que Chamorro envió a Martínez en la que decía:
"Es preciso que Ud. y Jerez como los hombres de más prestigio se resuelvan a tomar el cargo de constituir La República para salvar la situación difícil en que entrará después de la caída de Walker."
Palabras con mucha visión ya que en septiembre de 1857 Martínez y Jerez, por decisión propia y con el aplauso de la población, integran una Junta de Gobierno (el gobierno chachagua) de mano firme para asegurar la paz.

## La batalla de El Jocote
Tras haber rechazado a una columna walkerista en "El Obraje", (actual ciudad de Belén) departamento de Rivas, el 27 de febrero de 1857, a la cabeza de 300 hombres de su ejército y con la ayuda de 200 efectivos del general hondureño Florencio Xatruch derrotó al general Edward J. Sanders y a sus 160 filibusteros la tarde del 5 de marzo en la batalla de El Jocote, cerca de esta hacienda, librada en los Llanos del Coyol y La Cruz.

## Presidente de La República
Fue hermano de los Presidentes Fruto Chamorro Pérez y Pedro Joaquín Chamorro y Alfaro; y él mismo también actuó como Presidente de Nicaragua interino (en funciones) en 1860 cuando siendo senador sustituyó durante cuatro meses y dieciséis días al Presidente Tomás Martínez Guerrero por enfermedad de éste. 
Como Presidente interino, Fernando Chamorro nombró a todo un nuevo gabinete de gobierno, nombramientos que no disgustaron a Martínez; y cuando se entera de que Walker ha desembarcado en Honduras publicó un mensaje que en parte dice: 
"... un enemigo, el filibustero, viene a darnos la oportunidad de demostrar a todo el mundo que sabemos cómo defender nuestros derechos, el peligro es también nuestro."

## Muerte
En 1863, los generales Máximo Jerez Tellería, Fernando Chamorro y José Dolores Estrada Vado se alzaron en armas contra la reelección del general Martínez, quienes entraron con tropas por el Norte, el Atlántico y el Sur, respectivamente, pero fueron derrotados, y degradados a soldados raso. 
Al ser derrotado Jerez en la batalla del 29 de abril de 1863, Chamorro abandona Nicaragua y se va a Costa Rica. 
Murió asesinado a traición en Choluteca, Honduras, mientras se unía a Máximo Jerez en pro de la unión centroamericana que promovía, desde El Salvador, el mandatario de ese país, el general Gerardo Barrios. Un lanzazo propinado en la espalda por un belitre (ruin, vil) acabó con su vida el 21 de julio de 1863.

## Genealogía[1]
Fernando Chamorro y Alfaro proviene de una familia política y económicamente poderosa en Nicaragua. Nace en Granada,en 1824 y fallece en Choluteca, 21 de julio  de 1863 en Choluteca, Honduras. Sus padres son Pedro José Chamorro Argüello y Josefa Margarita Alfaro Jiménez Monterroso, ambos de Granada, España.

### Hermanos
Fernando es uno de seis hermanos de padre y madre, siendo los otros:
- Rosendo Chamorro Alfaro nace 1814
- Carmen Chamorro Alfaro nace 1816
- Dionisio Chamorro Alfaro nace 1817, fallece 3 de julio de 1889 en Granada. Casado con Mercedes Oreamuno Abaunza y procrea seis hijos, también se casa con una Sra. Flores y tiene cinco hijos, y también se casa con Camila Benard Doude sin hijos.
- Pedro Joaquín Chamorro Alfaro nace 21 de junio de 1818 en Granada y fallece 7 de junio de 1890 Granada. Casado con Maria de la Luz Bolaños Bendaña y procrea seis hijos. También con la Sra. Dominga Guadamuz tiene dos hijos.
- Mercedes Chamorro Alfaro nace 1819
- Fernando Chamorro Alfaro, Presidente de Nicaragua, nace 1824 en Granada y fallece el 21 de julio de 1863 en Choluteca, Honduras. Se casa con Ana Arguello Imeri y procrea tres hijos. También con la Sra. Mercedes Quesada tiene tres hijos.

Fernando es hermano de padre con Frutos Chamorro Pérez, Presidente de Nicaragua, pero su nivel de afinidad es como un pleno hermano, ya que Frutos es el hijo mayor de Pedro José, y al fallecer, los seis hijos con Josefa Alfaro tenían entre meses y 10 años de nacido, por lo que la Sra. Josefa Alfaro trae a Granada a Frutos y le da la responsabilizar de administrar los bienes del padre para el beneficio de la familia.

### Ancestros
Sus ancestros fueron:
- Diego Chamorro de Sotomayor y Murga n. 1711 Sevilla, Spain, fallece 1785 Nicaragua y Gregoria Gertrudis Lacayo de Briones y Pomar n. 1716 Granada, Nicaragua m. 1784 Granada, Nicaragua
- Fernando Chamorro Lacayo n. 1751 Granada, Nicaragua m. 1793 Granada, Nicaragua y Bárbara Nicolasa Argüello del Castillo n. 1756 Granada, Nicaragua m. 1785 Granada, Nicaragua
- Pedro José Chamorro Argüello n. 29 Dec 1782 Granada, Nicaragua, m. 31 May 1824 Granada, General del Ejército, y Josefa Margarita Alfaro Jimenez Monterroso.
  - Pedro Jose se casó Josefa Margarita Alfaro Jimenez-Monterroso n. 1794 Granada, Nicaragua, m. 1884 Granada, Nicaragua y procrearon seis hijos, incluyendo al Presidente Pedro Joaquín Chamorro Alfaro y al Presidente Fernando Chamorro Alfaro

### Descendencia
Fernando Chamorro Alfaro se casó con Ana Arguello Imeri y procrea tres hijos:
- Francisco Chamorro Arguello
- Ana Chamorro Arguello  casada con Lorenzo Salinas  tuvieron una hija.
- Alejandro Chamorro Arguello  casado con Julia Pasos Bermúdez tuvieron dos hijos.

También con la Sra. Mercedes Quesada tiene tres hijos:
- Fernando Chamorro Quesada casado con Rosa Lacayo Lacayo
- Alberto Chamorro Quesada casada con Emilia Pasos Bermudez tuvieron cuatro hijos. También tuvo tres hijos con una Sra. Pérez
- Saba Chamorro Quesada casada con Pablo Chamorro Bermúdez tuvieron cuatro hijos.